# Camp de concentration de Sabaneta
Le camp de concentration de Sabaneta, situé à l'hôtel Sabaneta (es) de Fusagasugá lors de la Seconde Guerre mondiale, fut un lieu où ont été concentrés plus d'une centaine d'Allemands et de Japonais résidant en Colombie afin qu'ils ne puissent mener des activités d'espionnage ou de sabotage.

## Contexte
En Colombie, la loi no 39 de 1944 décrète que soient concentrés les étrangers supposés collaborer avec les pays ennemis des États-Unis. Ils sont alors regroupés à l'hôtel Sabaneta de Fusagasugá, dans le département du Cundinamarca. Ce camp est appelé par la suite « camp de concentration de Sabaneta ».

## Fonctionnement et prisonniers
Le camp est dirigé par un émigrant espagnol arrivé en Colombie dans les années 1920, Joaquín Palau. Plus d'une centaine de personnes, à savoir des familles allemandes et japonaises, y ont été captives. Parmi elles, se retrouve ainsi le géographe allemand Ernesto Guhl Nimtz pour s'être marié avec une Colombienne.